# Кёртистаун
Кёртистаун (англ. Kurtistown) — статистически обособленная местность, расположенная в округе Гавайи (штат Гавайи, США) с населением в 1157 человек по статистическим данным переписи 2000 года.

## География
По данным Бюро переписи населения США статистически обособленная местность Кёртистаун имеет общую площадь в 15,02 квадратных километров, водных ресурсов в черте населённого пункта не имеется.
Статистически обособленная местность Кёртистаун расположена на высоте 193 метра над уровнем моря.

## Демография
По данным переписи населения 2000 года в Кёртистауне проживало 1157 человек, 294 семьи, насчитывалось 405 домашних хозяйств и 452 жилых дома. Средняя плотность населения составляла около 76,9 человек на один квадратный километр. Расовый состав Кёртистауна по данным переписи распределился следующим образом: 17,98 % белых, 0,52 % — чёрных или афроамериканцев, 0,52 % — коренных американцев, 40,80 % — азиатов, 6,74 % — выходцев с тихоокеанских островов, 32,84 % — представителей смешанных рас, 0,61 % — других народностей. Испаноговорящие составили 8,73 % от всех жителей статистически обособленной местности.
Из 405 домашних хозяйств в 29,6 % — воспитывали детей в возрасте до 18 лет, 53,6 % представляли собой совместно проживающие супружеские пары, в 11,9 % семей женщины проживали без мужей, 27,4 % не имели семей. 22,0 % от общего числа семей на момент переписи жили самостоятельно, при этом 8,9 % составили одинокие пожилые люди в возрасте 65 лет и старше. Средний размер домашнего хозяйства составил 2,86 человек, а средний размер семьи — 3,34 человек.
Население статистически обособленной местности по возрастному диапазону по данным переписи 2000 года распределилось следующим образом: 25,6 % — жители младше 18 лет, 6,8 % — между 18 и 24 годами, 25,2 % — от 25 до 44 лет, 25,8 % — от 45 до 64 лет и 16,6 % — в возрасте 65 лет и старше. Средний возраст жителей составил 40 лет. На каждые 100 женщин в Кёртистауне приходилось 100,9 мужчин, при этом на каждые сто женщин 18 лет и старше приходилось 100,2 мужчин также старше 18 лет.

## Экономика
Средний доход на одно домашнее хозяйство в статистически обособленной местности составил 46 012 долларов США, а средний доход на одну семью — 51 176 долларов. При этом мужчины имели средний доход в 35 000 долларов США в год против 26 875 долларов среднегодового дохода у женщин. Доход на душу населения в статистически обособленной местности составил 16 528 долларов в год. 6,5 % от всего числа семей в округе и 8,4 % от всей численности населения находилось на момент переписи населения за чертой бедности, при этом 7,2 % из них были моложе 18 лет и 2,0 % — в возрасте 65 лет и старше.